# Високовка Друга
Високо́вка Друга (рос. Высоковка Вторая, чув. Иккĕмĕш Высоковка) — село у складі Канаського району Чувашії, Росія. Входить до складу Середньокібецького сільського поселення.
Населення — 24 особи (2010; 29 у 2002).
Національний склад:
- росіяни — 83 %